# فوجیوارا نو کانه‌ایه
فوجیوارا نو کانه‌ایه (انگلیسی: Fujiwara no Kaneie؛ 929 – ۲۶ ژوئیهٔ ۹۹۰) سیاستمدار اهل ژاپن در دوره هی‌آن و پدر فوجیوارا نو میچیناگا بود.